# Combat de l'Albiol
Combat de l'Albiol és el nom que porta una acció militar de la tercera guerra carlina.

## Antecedents
El general Francesc Vallès Roselló fou ferit en l'acció de la Pobla de Granadella i Francesc Tallada i Forcadell prengué el comandament de les seves forces, combatent contra els republicans a Margalef, Cardó i la Palma; feu una incursió a la província de Lleida, i malgrat veure's perseguit per quatre columnes enemigues, el 6 de desembre de 1872 a Móra d'Ebre i el 8 del mateix mes es presentà a l'Ermita de la Providència, entrant després a Montblanc i la Selva del Camp. Desarmà als voluntaris republicans de Riudecols i de El Perelló. En la batalla de la Pileta, el 8 de març de 1873, fou ferit i mort d'un tret de bala.
L'estiu de 1873, Isidre Pàmies, Cercós amb la seva partida va recórrer el camp de Tarragona i el Priorat cobrant contribucions i enderrocant les fortificacions de Marsá. Baró, amb 400 homes, també operava al camp de Tarragona i Pancheta, amb 150 homes, al Bages.
Per la seva banda, els liberals disposaven de les columnes de Picazo i Maturana, entre les províncies de Lleida i Tarragona escoltant combois, i un batalló del regiment d'Astúries.

## Batalla
Els voluntaris lliberals de Reus volien atrapar la partida carlina dirigida per Isidre Pàmies, Cercós i van sortir cap a l'Albiol el 2 de setembre de 1873 sota el comandament del diputat Bové. Cercós se'n va assabentar, va agafar posicions a les altures i va rebutjar a trets als lliberals quan van arribar. Aquestos, sorpresos, es van desbandar i molts van morir i encara hagueren estat més si no hagués arribat la força anomenada Fijo de Ceuta des de Tarragona.

## Conseqüències
Isidre Pàmies, Cercós va morir pocs dies després en la batalla de Prades en combat contra el batalló de caçadors de Barcelona comandat pel tinent coronel Maturana, tot i la victòria carlina.